# 千金翼方
《千金翼方》，孙思邈撰成《千金要方》后，因感其内容之不足而续编《千金翼方》，30卷，约成书于公元682年。
此书分序（医学总论）、妇人、少小婴孺、七窍、诸风、脚气、伤寒、内脏、痈疽、解毒、备急诸方、食治、平脉、针灸部分。首创“复方”。比如：《伤寒论》的格式是一个病种，一种药方；孙思邈则在此书中发展成为一种病多种药方，且灵活地将张仲景的“经方”进行了分析变通。
《傷寒雜病論》在張仲景之後散逸，雖經王叔和整理，但醫家多秘而不傳。孫思邈經過多年努力的收集，首次將《傷寒論》的原條文輯而成書。在孫思邈之前的《傷寒論》版本，都只有條文而無方劑，孫思邈是首位將《傷寒論》條文與方劑合併整理的醫家。經孫思邈整理後的《傷寒論》被稱為唐本，是目前所能見到的最早版本。
《千金翼方》成书时间晚《千金要方》三十余年, 《千金翼方》不是《千金要方》的重复，而是总结孙思邈终生医术精粹与经验以补《千金要方》之不足。该书着重记述本草、伤寒、中风、杂病、疮痈等内容，在内、外、妇、儿等多科疾病的临床症治中增添了更多的治疗方法及适应病证，并在多种病症条例前论述了作者多年的防治见解及思路总结。因此，其势尤如虎添翼，故名《千金翼方》。

## 作者
孙思邈为唐代医学家和药物学家, 对医学有很深的研究, 亦博涉百家学术, 精通老庄, 兼好佛典。相传孙思邈自幼身体虚羸，为求医治病而耗尽家中所有财物，因此他潜心医药，并特别注意平时养护与锻炼，享寿百余岁。他博极医源、精勤不倦，结合自《内经》至隋唐时期诸多医家的著作和理论及自己的亲身经验，撰写《千金要方》和《千金翼方》两部巨著，被后人誉为“药王”。

## 内容
其书分为：（妇人方上）178方，
（妇人方中）200方，
（妇人方下）127方，
（少小婴孺方上）82方，
（少小婴孺方下）242方，
（七窍病上）217方，
（七窍病下）223方，
（风毒脚气）67方，
（诸风）60方，
（伤寒上）99方，
（伤寒下）144方，
（肝脏）62方，
（膽腑）68方，
（心脏）157方，
（小肠腑）85方，
（脾臟上）70方，
（脾臟下、热痢七）103方，
（胃腑）117方，
（肺臟）128方，
（大肠腑）142方，
（肾臟）112方，
（膀胱腑）25方，
（消渴淋闭尿血水肿）78方，
（丁肿癰疽）183方，
（痔漏）187方，
（解毒井雜治）131方，
（备急）329方，
（食治）1方，
（养性）14方。

## 用穴分析
孙思邈主张针、灸、药结合。《千金翼方》中针灸篇治疗选穴共涉及236个穴位，特定穴位使用最多，其次为经外奇穴。其中，十四经络按照穴位出现数量排列顺序为膀胱经、胃经、任脉、督脉、胆经、肾经、大肠经、肝经、三焦经、心包经、肺经、脾经、小肠经、心经。

## 外部連結
- 千金翼方 （页面存档备份，存于） 中藥方劑像數據庫  (香港浸會大學中醫藥學院) （中文）（英文）

1. ↑  黄, 昆. . 中医药学报. 2018-07-20, 46 (04): 74-76  [2022-10-26]. （原始内容存档于2022-10-26） –知网.
2. ↑  呼, 兴华. . 现代中医药 (陕西省中医药研究院). 2021-09-10: 63-66. doi:10.13424/j.cnki.mtcm.2021.05.011.
3. ↑  张, 玉娜. . 中国中医科学院 (中国中医科学院). 2017-05-27: 81.
4. ↑  张, 玉娜. 孙思邈老年养生学术思想研究. 中国中医科学院 (中国中医科学院). 2017-05-27: 81.
5. ↑  黄, 昆. . 中国中医基础医学杂志 (云南中医学院针灸推拿康复学院). 2018-07-28: 972-973+1005 –知网.